# Cheveley Park Stakes
Groupe 1
Les Cheveley Park Stakes est une course hippique de plat se déroulant fin septembre - début octobre sur l'hippodrome de Newmarket, en Angleterre.
C'est une course de groupe I réservée aux pouliches de 2 ans. La première édition eut lieu en 1870. C'est l'équivalent pour les pouliches des Middle Park Stakes, réservé aux poulains. La lauréate de cette course est souvent installée favorite des 1000 guinées Stakes de l'année suivante.
Elle se dispute sur la distance de six furlongs (environ 1 200 mètres), et l'allocation s'élève à 213 500 £.

## Palmarès depuis 1971
| Année | Vainqueur        | Pays        | Père               | Jockey             | Entraîneur         | Propriétaire                  | Deuxième           | Troisième          | Temps   |
| ----- | ---------------- | ----------- | ------------------ | ------------------ | ------------------ | ----------------------------- | ------------------ | ------------------ | ------- |
| 2024  | Lake Victoria    | Irlande     | Frankel            | Ryan Moore         | Aidan O'Brien      | Coolmore                      | Daylight           | Arabian Dusk       | 1'11"94 |
| 2023  | Porta Fortuna    | Irlande     | Caravaggio         | Oisin Murphy       | Donnacha O'Brien   | Medallion Racing & al.        | Pearls And Rubies  | Sacred Angel       | 1'10"66 |
| 2022  | Lezoo            | Royaume-Uni | Zoustar            | William Buick      | Ralph Beckett      | Marc Chan & Andrew Rosen      | Meditate           | Mawj               | 1'11"84 |
| 2021  | Tenebrism        | Irlande     | Caravaggio         | Ryan Moore         | Aidan O'Brien      | Coolmore & Merribelle Stables | Flotus             | Sandrine           | 1'11"00 |
| 2020  | Alcohol Free     | Royaume-Uni | No Nay Never       | Oisin Murphy       | Andrew Balding     | Jeff Smith                    | Miss Amulet        | Umm Kulthum        | 1'10"00 |
| 2019  | Millisle         | Irlande     | Starspangledbanner | Shane Foley        | Jessica Harrington | Stonethorn Stud Farms Ltd     | Raffle Prize       | Tropbeau           | 1'09"39 |
| 2018  | Fairyland        | Irlande     | Kodiac             | Donnacha O'Brien   | Aidan O'Brien      | E.M. Stockwell & Coolmore     | The Mackem Bullet  | So Perfect         | 1'10"13 |
| 2017  | Clemmie          | Irlande     | Galileo            | Ryan Moore         | Aidan O'Brien      | Smith, Magnier & Tabor        | Different League   | Madeline           | 1'12"00 |
| 2016  | Brave Anna       | Irlande     | War Front          | James-A. Heffernan | Aidan O'Brien      | Evelyn-M. Stockwell           | Roly Poly          | Lady Aurelia       | 1'11"92 |
| 2015  | Lumiere          | Royaume-Uni | Shamardal          | William Buick      | Mark Johnston      | Hamdane Al Maktoum            | Illuminate         | Besharah           | 1'11"98 |
| 2014  | Tiggy Wiggy      | Royaume-Uni | Kodiac             | Richard Hughes     | Richard Hannon     | Potensis Ltd & C.Giles        | Anthem Alexander   | High Celebrity     | 1'11"40 |
| 2013  | Vorda            | France      | Orpen              | Olivier Peslier    | Philippe Sogorb    | Cheikh Al Thani               | Princess Noor      | Kiyoshi            | 1'13"34 |
| 2012  | Rosdhu Queen     | Royaume-Uni | Invincible Spirit  | Johnny Murtagh     | William-J. Haggas  | Clipper Logistics             | Winning Express    | Baileys Jubilee    | 1'11"10 |
| 2011  | Lightening Pearl | Royaume-Uni | Marju              | Johnny Murtagh     | Ger Lyons          | Pearl Bloodstock Ltd          | Sunday Times       | Angels Will Fall   | 1'11"23 |
| 2010  | Hooray           | Royaume-Uni | Invincible Spirit  | Seb Sanders        | Mark Prescott      | Cheveley Park Stud            | Rimth              | Maqaasid           | 1'14"09 |
| 2009  | Special Duty     | France      | Hennessy           | Stéphane Pasquier  | Christiane Head    | Khalid Abdullah               | Misheer            | Lady of The Desert | 1'10"38 |
| 2008  | Serious Attitude | Royaume-Uni | Mtoto              | Richard Hughes     | Rae Guest          | R.Guest & D.Willis            | Aspen Darlin       | Pursuit of Glory   | 1'09"94 |
| 2007  | Natagora         | France      | Divine Light       | Christophe Lemaire | Pascal Bary        | Stefan Friborg                | Fleeting Spirit    | Festoso            | 1'11"55 |
| 2006  | Indian Ink       | Royaume-Uni | Indian Ridge       | Richard Hughes     | Richard Hannon     | Raymond Tooth                 | Dhanyata           | Silca Chiave       | 1'14"81 |
| 2005  | Donna Blini      | Royaume-Uni | Bertolini          | Michael Kinane     | Brian Meehan       | Jayne Cunningham              | Wake Up Maggie     | Flashy Wings       | 1'10"88 |
| 2004  | Magical Romance  | Royaume-Uni | Barathea           | Robert Winston     | Brian Meehan       | Con Wilson                    | Suez               | Damson             | 1'12"61 |
| 2003  | Carry on Katie   | Royaume-Uni | Fasliyev           | Frankie Dettori    | Jeremy Noseda      | Mohammed Rashid               | Majestic Desert    | Badminton          | 1'13"03 |
| 2002  | Airwave          | Royaume-Uni | Air Express        | Chris Rutter       | Henry Candy        | Henry Candy & Partners        | Russian Rhythm     | Danaskaya          | 1'10"72 |
| 2001  | Queen's Logic    | Royaume-Uni | Grand Lodge        | Steve Drowne       | Mick Channon       | Jaber Abdullah                | Sophisticat        | Good Girl          | 1'12"34 |
| 2000  | Regal Rose       | Royaume-Uni | Danehill           | Frankie Dettori    | Sir Michael Stoute | Cheveley Park Stud            | Toroca             | Mala Mala          | 1'13"75 |
| 1999  | Seazun           | Royaume-Uni | Zieten             | Richard Quinn      | Mick Channon       | John Breslin                  | Torgau             | Crimplene          | 1'12"92 |
| 1998  | Wannabe Grand    | Royaume-Uni | Danehill           | Pat Eddery         | Jeremy Noseda      | Bruce McAllister              | Imperial Beauty    | Subeen             | 1'12"40 |
| 1997  | Embassy          | Royaume-Uni | Cadeaux Genereux   | Kieren Fallon      | David Loder        | Cheikh Mohammed               | Crazee Mental      | Royal Shyness      | 1'12"26 |
| 1996  | Pas de Reponse   | France      | Danzig             | Freddy Head        | Christiane Head    | Wertheimer et Frère           | Moonlight Paradise | Ocean Ridge        | 1'11"16 |
| 1995  | Blue Duster      | Royaume-Uni | Danzig             | Michael Kinane     | David Loder        | Cheikh Mohammed               | My Branch          | Najiya             | 1'12"78 |
| 1994  | Gay Gallanta     | Royaume-Uni | Woodman            | Pat Eddery         | Michael Stoute     | Cheveley Park Stud            | Tanami             | Harayir            | 1'11"08 |
| 1993  | Prophecy         | Royaume-Uni | Warning            | Pat Eddery         | John Gosden        | Khalid Abdullah               | Risky              | Lemon Souffle      | 1'14"68 |
| 1992  | Sayyedati        | Royaume-Uni | Shadeed            | Walter Swinburn    | Clive Brittain     | Mohamed Obaida                | Lyric Fantasy      | Poker Chip         | 1'11"82 |
| 1991  | Marling          | Royaume-Uni | Lomond             | Walter Swinburn    | Geoff Wragg        | Sir Edmund Loder              | Absurde            | Basma              | 1'11"17 |
| 1990  | Capricciosa      | France      | Alzao              | John A. Reid       | Vincent O'Brien    | Robert Sangster               | Imperfect Circle   | Divine Danse       | 1'12"23 |
| 1989  | Dead Certain     | Royaume-Uni | Absalom            | Cash Asmussen      | David Elsworth     | Commander G. G. Martin        | Line of Thunder    | Chimes of Freedom  | 1'14"47 |
| 1988  | Pass the Peace   | Royaume-Uni | Alzao              | Richard Quinn      | Paul Cole          | Captain Brian Bell            | Dancing Tribute    | Jaljuli            | 1'11"88 |
| 1987  | Ravinella        | France      | Mr. Prospector     | Gary W.Moore       | Christiane Head    | Ecurie Aland                  | First Waltz        | Ela Romara         | 1'14"26 |
| 1986  | Minstrella       | Royaume-Uni | The Minstrel       | John A. Reid       | Charlie Nelson     | Ned Evans                     | Canadian Mill      | Shaikiya           | 1'12"50 |
| 1985  | Embla            | Royaume-Uni | Dominion           | Angel Cordero      | Luca Cumani        | Charles St George             | Kingscote          | Rose of The Sea    | 1'12"52 |
| 1984  | Park Appeal      | Irlande     | Ahonoora           | Declan Gillespie   | Jim Bolger         | Paddy Burns                   | Polly Daniels      | Al Bahathri        | 1'13"98 |
| 1983  | Desirable        | Royaume-Uni | Lord Gayle         | Steve Cauthen      | Barry W. Hills     | Catherine Corbett             | Pebbles            | Prickle            | 1'14"84 |
| 1982  | Ma Biche         | France      | Key To The Kingdom | Freddy Head        | Christiane Head    | Ghislaine Head                | Favoridge          | Super Entente      | 1'14"63 |
| 1981  | Woodstream       | Irlande     | Northern Dancer    | Pat Eddery         | Vincent O'Brien    | Robert Sangster               | On The House       | Admirals Princess  | 1'14"12 |
| 1980  | Marwell          | Royaume-Uni | Habitat            | Lester Piggott     | Michael Stoute     | Sir Edmund Loder              | Welshwyn           | Pushy              | 1'12"74 |
| 1979  | Mrs Penny        | Royaume-Uni | Great Nephew       | John Matthias      | Ian Balding        | Eric Kronfeld                 | Millingdale Lillie | Abeer              | 1'13"60 |
| 1978  | Devon Ditty      | Royaume-Uni | Song               | Greville Starkey   | H. Thomson Jones   | Sir Edwin McAlpine            | Kilijaro           | Do Be Daring       | 1'21"10 |
| 1977  | Sookera          | Irlande     | Roberto            | Wally Swinburn     | Dermot Weld        | Robert Sangster               | Fair Salinia       | Smarten Up         | 1'11"50 |
| 1976  | Durtal           | Royaume-Uni | Lyphard            | Lester Piggott     | Barry Hills        | Robert Sangster               | Be Easy            | Rings              | 1'14"40 |
| 1975  | Pasty            | Royaume-Uni | Raffingora         | Pat Eddery         | Peter Walwyn       | Percival Williams             | Dame Foolish       | Solar              | 1'15"10 |
| 1974  | Cry of Truth     | Royaume-Uni | Town Crier         | John Gorton        | Bruce R. Hobbs     | Pearl Lawson Johnston         | Delmora            | Rose Bowl          | 1'15"50 |
| 1973  | Gentle Thoughts  | Royaume-Uni | Bold Lad           | Bill Pyers         | T. Curtin          | Nelson Bunker Hunt            | Red Berry          | Lady Tan           | 1'15"20 |
| 1972  | Jacinth          | Royaume-Uni | Red God            | John Gorton        | Bruce R. Hobbs     | Lady Butt                     | Caspian            | Marble Arch        | 1'12"70 |
| 1971  | Waterloo         | Royaume-Uni | Bold Lad           | Edward Hide        | J. William Watts   | Susan Stanley                 | Marisela           | Miss Paris         | 1'13"80 |